# Divisió Sud-oest (NBA)
La Divisió Sud-oest és una divisió de la Conferència Oest de l'NBA.

## Equips actuals[1]
- Dallas Mavericks
- Houston Rockets
- Memphis Grizzlies
- New Orleans/Oklahoma City Hornets
- San Antonio Spurs

## Campions
Equips de la divisió sud-oest que s'han proclamat campions de l'NBA:
- 2005: San Antonio Spurs
- 2006: San Antonio Spurs
- 2007: Dallas Mavericks
- 2011: Dallas Mavericks

## Títols
- 2: San Antonio Spurs
- 2: Dallas Mavericks